# 안녕하세요 (영화)
《안녕하세요》(お早よう 오하요[*])는 오즈 야스지로가 감독한 1959년 일본의 코미디 영화이다. 감독의 1932년 무성 영화인 《태어나기는 했지만》의 리메이크 작품이다.
도쿄 교외에 있는 주택가를 무대로 어른과 아이들의 세계를 그렸다.

## 출연

### 주연
- 사다 케이지
- 쿠가 요시코
- 류 치슈

### 조연
- 미야케 쿠니코
- 스기무라 하루코
- 시타라 코지
- 시마즈 마사히코
- 이즈미 쿄우코
- 타카하시 토요코
- 사와무라 사다코
- 토우노 에이지로
- 나가오카 테루코
- 미요시 에이코
- 타나카 하루오
- 오이즈미 아키라
- 스가 후지오
- 토노야마 타이지
- 사타케 아키오
- 모로즈미 케이지로
- 사쿠라 무츠코
- 타케다 노리카즈
- 센무라 요우코
- 시라타 하지메
- 후지키 마스오
- 시마무라 토시오
- 스가와라 츠우사이